# Alpaida mato
Alpaida mato Levi, 1988 è un ragno appartenente alla famiglia Araneidae.

## Etimologia
Il nome della specie deriva dallo stato brasiliano in cui sono stati rinvenuti gli esemplari: il Mato Grosso.

## Caratteristiche
L'esemplare femminile rinvenuto ha dimensioni: cefalotorace lungo 1,2 mm, largo 1,0 mm; il primo femore misura 1,1 mm e la patella e la tibia circa 1,4 mm.

## Distribuzione
La specie è stata rinvenuta nel Brasile centrale: 260 km a nord di Xavantina, nello stato del Mato Grosso.

## Tassonomia
Al 2015 non sono note sottospecie e dal 1988 non sono stati esaminati nuovi esemplari.